# ماهی (فیلم‌نامه)
ماهی فیلم‌نامه‌ای فیلم‌نشده از بهرام بیضایی است، نوشتهٔ سالِ ۱۳۸۳.

## داستان
ماهی، که از مشتریانش فیلم می‌گیرد، از پسِ خواستگاریِ یکی از ایشان به نامِ غضنفرپور (با نامِ دیگرِ اژدرپور) با او ازدواج می‌کند. غضنفرپور می‌خواهد فیلم‌های ماهی را ببیند و خانواده و گذشتهٔ ماهی را بشناسد. ماهی با کراهت فیلم‌ها را نشانش می‌دهد. غضنفرپور با همکارانی رفت‌وآمد دارد و خبرِ کشته شدنِ مشتریانِ پیشینِ ماهی هر از چندی در روزنامه‌هاست. ماهی جسدِ یکیشان را در صندوقِ عقبِ سواریِ غضنفرپور می‌یابد. سپس می‌فهمد که دفترخانه‌ای که ازدواجش را ثبت کرده سال‌ها پیش از آن بسته شده. غضنفرپور در یکی از فیلم‌های ماهی مجسّمه‌سازی به نامِ سارنگ آزرده را می‌شناسد و ماهی را باز به خیابان می‌فرستد تا او را، که می‌خواسته مجسّمهٔ ماهی را بسازد، بیابد. ماهی آزرده را خبر می‌کند، ولی غضنفرپور او را می‌گیرد و از محتوای شیشه‌ای که ماهی به جای سمِّ تویش الکل ریخته به او می‌خوراند. آزرده می‌رود و نمی‌میرد. غضنفرپور دوباره ماهی را در پی‌اش می‌فرستد و این بار هم ماهی نمی‌تواند آزرده را فراری دهد: در بیابانی در یافت‌آباد در یک درگیری غضنفرپور کشته می‌شود، ماهی به چنگِ ضیغمی می‌افتد که همکارِ غضنفرپور بوده و او را کشته، و آزرده را از تعقیبِ همکارانِ امنیتیِ غضنفرپور خلاصی می‌بخشد و شیشهٔ زهر را به جای نوشابهٔ الکلی به ضیغمی می‌دهد و خود برمی‌گردد کنارِ خیابان، روسپی‌گری.

## متن
بیضایی این فیلم‌نامه را سالِ ۱۳۸۳ بر اساسِ فکری نوشت که در ۱۳۸۲ به ذهنش رسیده بود. اوایلِ ۱۳۸۴ اعلام شد که کتاب به نمایشگاهِ بین‌المللیِ کتابِ تهران می‌رسد. ولی مجوّزِ نشر نگرفت. این کتاب سالِ ۱۳۸۸ به‌طورِ محدود و غیررسمی میانِ دوستان و آشنایانِ نویسنده منتشر شد؛ و سرانجام در شهریورِ ۱۳۹۹ در سان فرانسیسکو به وسیلهٔ انتشاراتِ بیشه منتشر شد. هم‌زمان بیضایی توضیحِ مختصری دربارهٔ سرگذشتِ این فیلم‌نامه نیز نوشت و منتشر کرد.

## در نظرِ دیگران
حامد مظفّری در وبسایتِ سینماروزان ماهی را انتقامِ شاعرانهٔ بیضایی از قتل‌های زنجیره‌ایِ ایران شناخت.